# Cataglyphis ibericus
Cataglyphis ibericus är en myrart som först beskrevs av Carlo Emery 1906.  Cataglyphis ibericus ingår i släktet Cataglyphis och familjen myror. Inga underarter finns listade.